# Cerilins
Els cerilins (Cerylinae) són una subfamília d'ocells, dins la família dels alcedínids, a l'ordre dels coraciformes (Coraciiformes). Alguns autors però, consideren aquest tàxon la família dels cerílids (Cerylidae), considerant a més que la família dels alcedínids (Alcedinidae) és en realitat el subordre Alcedines. Totes les espècies americanes de blauets es troben en aquesta família.
Els membres d'aquesta subfamília estan especialitzats en una alimentació ictiòfaga, a diferència de molts representants de les altres dues subfamílies d'alcedínids. Es creia que tot el grup s'havia desenvolupat al Nou Món, però això sembla un error. L'avantpassat original possiblement va evolucionar a l'Àfrica - en qualsevol cas, en el Vell Món - i les espècies del gènere Chloroceryle són les d'evolució més recent.
Si bé la història evolutiva d'aquesta família pel que fa a les seves relacions internes està ben resolta, no està del tot clar si van evolucionar des dels alcedinins o des dels halcionins. Tampoc és clar si la colonització del Nou Món la van realitzar travessant l'Atlàntic o el Pacífic (encara que la primera opció sembla la més probable).

## Sistemàtica
La subfamília conté 3 gèneres amb 9 espècies:
- Gènere Megaceryle, amb quatre espècies.
- Gènere Ceryle, amb una espècie: Alció pigallat (Ceryle rudis).
- Gènere Chloroceryle, amb quatre espècies.